# فقر الدم الحاد التالي للنزف
فقر الدم الحاد التالي للنزف أو فقر الدم الحاد التاتج عن فقدان الدم حالة مرضية تصف الشخص الذي يفقد بسرعة كمية كبيرة من الهيموجلوبين. عادة ما يرتبط فقدان الدم الحاد بحادث صدمة أو إصابة شديدة ينتج عنها فقد الشخص المصاب لكمية كبيرة من الدم. هذه الحالة يمكن أن احدث أثناء أو بعد إجراء العمليات الجراحية.